# جراحة كهربائية
الجراحة الكهربائية (بالإنجليزية: Electrosurgery)‏ هي وضع تيار كهربائي عالي التردد ومتناوب القطبية على نسيج حي لأغراض القطع والتخثير والتجفيف وتدمير النسيج. تتضمن فوائدها قدرة الجراح على قطع النسيج بتحديد دقيق مع تقليل خسارة الدم قدر الإمكان. غالبًا ما تُستخدم أدوات الجراحة الكهربائية خلال العمليات الجراحية للحد من فقدان الدم في المستشفى أو في العمليات الصغرى في العيادات.
في العمليات الجراحية الكهربائية، يُسخن النسيج بتيار كهربائي. وعلى الرغم من إمكانية استخدام الأجهزة الكهربائية التي تسخّن مسبارًا لكيّ النسيج في بعض التطبيقات، إلا أن مصطلح الجراحة الكهربائية يشير إلى طريقة تختلف عن الكي الكهربائي. يستخدم الكي الكهربائي التوصيل الكهربائي من مسبار مُسخن إلى درجة حرارة عالية بواسطة تيار كهربائي مباشر (يشبه إلى حد ما لحام الحديد). يمكن تحقيقه من استخدام تيار مباشر بجهاز يشبه المصباح اليدوي الذي يعتمد على الخلايا الجافة.
على النقيض، تستخدم الجراحة الكهربائية تيارًا متناوبًا ذا موجات راديوية لتسخين النسيج الحي بواسطة ذبذبة الجزيئات الأيونية داخل الخلية الناتجة عن الموجات الراديوية والتي بدورها تؤدي إلى ارتفاع درجة الحرارة داخل الخلية. عندما ترتفع درجة الحرارة داخل الخلية وتصل إلى 60 درجة مئوية، يحصل موت خلوي لحظي. إذا سُخن النسيج لدرجة 60-99 مئوية، ستتزامن عمليتا تجفيف النسيج وتخثر البروتينات. وإذا وصلت درجة الحرارة داخل الخلية إلى 100 درجة مئوية، تتحول المواد داخل الخلية من الحالة السائلة إلى الغازية، ويحصل تضخم كبير في الحجم، ما يؤدي إلى انفجارها بفعل البخار.
بعد وضع الملقط الجراحي الكهربائي، يؤدي التجفيف والتخثر إلى وقف جريان الدم في الأوعية الدموية وإنهاء النزف. مع أن هذه العملية تسمى التخثر الكهربائي، فإن تسمية الكيّ الكهربائي قد تطلق عليها بشكل خاطئ وغير دقيق. يمكن أن تُستخدم عملية التبخير لاستئصال الأنسجة، أو يمكن أن تستخدم عن طريق الامتداد الخطي لقطع النسيج.
تُنجز عمليتا التبخير/ القطع والتخثير/ التجفيف بفرق جهد منخفض على نمط الموجات المستمرة، لكن عملية التدمير تُنجز بفرق جهد عالٍ نسبيًا ونمط موجي مُعدل. التدمير هو نوع من أنواع التخثر السطحي، ينجز بواسطة توجيه تيار معدل ذي جهدٍ عالٍ بطريقة مقوسة على نسيج ما ويبدأ بالجفاف والتخثر بسرعة. يؤدي وضع هذا التيار بطريقة مستمرة على النسيج المقاوم كهربائيًا إلى التسخين نتيجة المقاومة والوصول إلى درجة حرارة عالية جدًا وكافية بأن تسبب تحللًا في الجزيئات العضوية كالسكر وحتى الكربونات، ما يُظهرها باللون الأسود.
يستخدم البعض مصطلح العلاج بالإنفاذ الحراري كمرادف للجراحة الكهربائية لكن في سياقٍ آخر يعني العلاج بالإنفاذ الحراري التسخين باستخدام قطبين كهربائيين، يُنتج عن طريق تدوير الجزيئات ثنائية القطب في مجال مغناطيسي عالي التردد. يُستثمر هذا التأثير بكثرة في أفران الميكروويف أو في أجهزة الإستئصال التي تستخدم موجات الجيجاهرتز وهي موجات أكثر انخفاضًا، سامحةً بدخول أعمق وتستخدم لأغراض صناعية.
تُستخدم الجراحة الكهربائية المعتمدة على الموجات الراديوية بشكل عام في كل فروع الجراحة من ضمنها الجلدية والنسائية والقلبية والتجميلية والعينية والنخاعية وجراحة الأنف والاذن والحنجرة والوجهية والفكية وجراحة العظام والمفاصل والبولية والعصبية والجراحة العامة وكذلك بعض جراحات الأسنان المحددة.
تؤدى الجراحة الكهربائية المعتمدة على الموجات الراديوية باستخدام مولد موجات راديوية كهربائي جراحي (يسمى أيضًا بوحدة الجراحة الكهربائية) وقطعة يد تحتوي على قطب أو قطبين. كل الأجهزة الجراحية الكهربائية المعتمدة على الموجات الراديوية هي ثنائية القطب. فالفرق بين الأجهزة أحادية القطب وثنائية القطب أن أحادية القطب تحتوي على قطب واحد فيها، في حين تحتوي ثنائية القطب على قطبين في تصميمها.
عندما تُشحن الأدوات أحادية القطب والتي تسمى «القطب الكهربائي الفعال» تحتاج إلى أداة أخرى أحادية القطب تسمى «القطب الكهربائي المُبدد».
يوضَع «القطب الكهربائي المُبدد» في مكان آخر على جسم المريض ليبدد التيار المتولد من الموجات الميكروية وبذلك يحمي الأنسجة من الحرارة الناتجة من مرور تيار. يسمى هذا القطب المُبدد خطئًا «اللوح الأرضي» أو «القطب المتعادل». إلا أن جميع أجهزة الجراحة الكهربائية مُصممة لتعمل بدوائر معزولة؛ القطب المُبدد موصول مباشرة بوحدة الجراحة الكهربائية، وليس للأرض. كما أن نفس التيار ينتقل عبر القطبين الكهربائيين الفعال والمُبدد، لذلك هو ليس متعادلًا. مصطلح «عودة القطب» هو تقنيًا غير صحيح نظرًا لتبديل قطبية التيار المتناوب، ما يؤدي إلى سريان التيار في كل الاتجاهات في الدائرة الكهربائية.
الأدوات ثنائية القطب مصممة بشكل عام من قطبين فعالين، كالملقط لإغلاق الأوعية الدموية، ولكن يمكن أيضًا تصميم هذه الأدوات على أساس وجود قطب واحد مُبدد. الفائدة الأكبر من استخدام الأدوات ثنائية القطب هو أن جزء جسم الإنسان المضمون في الدائرة هو ذلك الجزء الموجود بين القطبين، ما يؤمّنه ضد انتشار التيار والمخاطر المتعلقة بذلك.
مع استثناء الأدوات التي عمل في السوائل، فإن تبخير الأنسجة أو قطعها يعد صعبًا بالنسبة للأدوات ثنائية القطب.

## التحفيز الكهربائي للخلايا العصبية والعضلية
الخلايا العصبية والعضلية هي خلايا يمكن تحفيزها كهربائيًا، أي يمكن تحفيزها من خلال تمرير تيار كهربائي فيها. قد يسبب هذا النوع من الحوافز ألمًا حادًا عند البشر، تشنجات عضلية، وحتى توقف القلب عن العمل. تستجيب الخلايا العصبية والعضلية للمجال الكهربائي بسبب قنوات الأيونات المقادة بفرق الجهد والموجودة في غشائها الخلوي. لا يتغير جهد العتبة للتفعيل كثيرًا في الترددات المنخفضة (يُسمى جهد مستوى الريباز الثابت). يبدأ جهد العتبة بالتزايد مع تناقص عدد الدورات للتيار أي عندما ينزل دون مستوى محدد (يُسمى الزمنة). تتراوح الزمنة للخلية العصبية ما بين 0.1-10 ميللي ثانية، لذا فإن الاستجابة إلى التحفيز الكهربائي (معكوس جهد العتبة) تقل مع ازدياد الموجات في مجال الكيلوهرتز فما فوق. (ان تردد التيار المتناوب هو معكوس مدة الدورة الواحدة). لتقليل تأثير تحفيز العضلات والخلايا العصبية، تعمل المعدات الجراحية الكهربائية بنطاق ترددات الراديوية بين 100 كيلوهرتز إلى 5 ميغاهرتز.
تقلل العمليات في الترددات الأعلى من انبعاث الأكسجين والهيدروجين في عملية التحليل الكهربائي للماء. وهو أمر مهم لأخذه بالاعتبار في الأوساط السائلة والمغلقة، وتكوين فقاعات فيها أثناء العملية قد يُعرقلها. على سبيل المثال، قد يقلص انبعاث فقاعات أثناء عملية جراحية للعين مساحة الرؤية.